# Opto-électronique

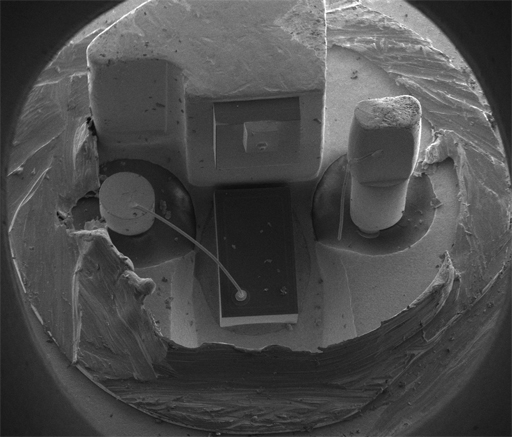
Une diode laser vue au microscope électronique

Ne doit pas être confondu avec Optronique.
L'opto-électronique est à la fois une branche de l'électronique et de la photonique. Elle concerne l'étude des composants électroniques, appelés aussi composants photoniques, qui émettent de la lumière ou interagissent avec elle. Parmi eux, se trouvent les capteurs ou les diodes permettant la conversion de photons en charge électrique ou réciproquement, les systèmes permettant la gestion d'un signal optique dans les télécommunications par fibre optique ou encore les systèmes d'optique intégrée.

## Vocabulaire
Le terme « électro-optique » est parfois utilisé à tort comme synonyme. En français, le terme « électro-optique » n'est pas utilisé comme substantif (tel que l'anglais electro-optics) mais uniquement comme un adjectif (electro-optical en anglais). L'adjectif « électro-optique » caractérise des interactions entre la lumière et un champ électrique, via la modification des propriétés optiques, on parle ainsi de « cristal électro-optique », d'« effet électro-optique » comme l'effet Pockels par exemple.

## Théorie

### Domaine spectral
Les composants opto-électroniques sont conçus pour une gamme de longueurs d'onde. Ils sont souvent monochromatiques. Dans le domaine des télécommunications, les composants utilisés comme relais travaillent dans le proche infra-rouge. Il est toutefois possible de parler d'opto-électronique pour des composants fonctionnant dans le domaine Térahertz. 

### Composants opto-électroniques principaux

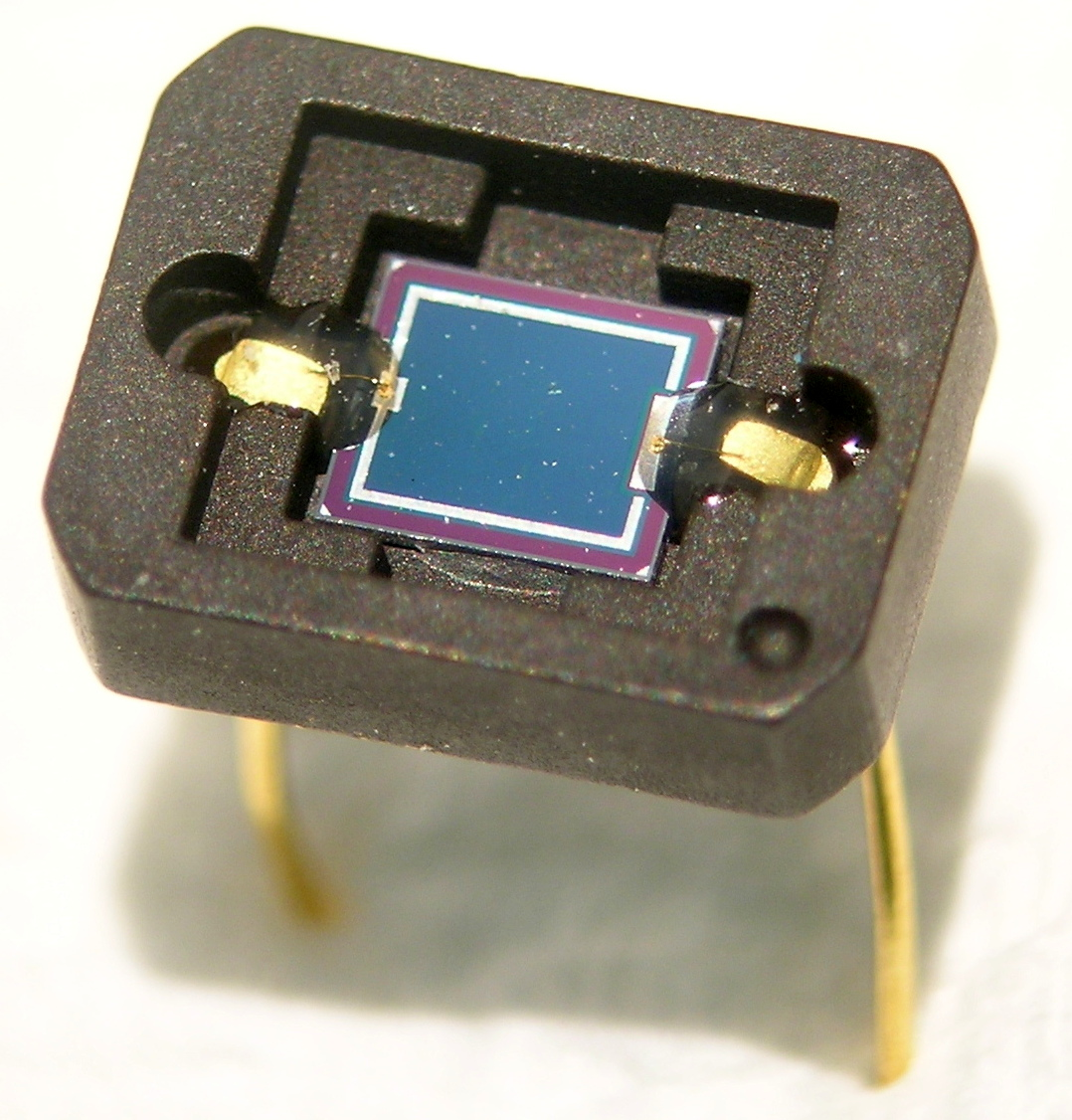
Vue rapprochée d'une photodiode

- Capteur CCD
- Photodiode
- Opto-triac
- Tube photomultiplicateur
- Photorésistance
- phototransistor
- capteur de photoscope
- Cellule photoélectrique
- Diode laser
- Diode électroluminescente (DEL)
- opto-coupleur
- Interféromètre de Mach-Zehnder

## Applications
- Interrupteurs optiques[3].
- MOEMS.
- VCSEL à longueur d'onde variable (Diode laser à cavité verticale émettant par la surface).
- Capture de mouvement

## Prospective
D'après des tests faits avec de la pénicilline, puis de l'ampicilline (publication 2019), des antibiotiques peuvent être utilisés pour doper certains composants opto-électroniques courants de type diodes électroluminescentes organiques (OLED) afin d'améliorer leur efficacité quantique. Les charges se distribuent alors sur la structure moléculaire particulière de l'antibiotique en facilitant la production d'un dipôle interfacial, de grande ampleur dans le cas de l'ampicilline. Une fusion optimale du matériau avec l'antibiotique permet un alignement de bande interdite amélioré, un équilibre de charge et des excitons agrégés J/H. Les auteurs de cette expérience jugent que l'ampicilline a des propriétés optoélectroniques lui donnant un haut potentiel d'amélioration des OLED et du photovoltaïque.